# Porsche 907

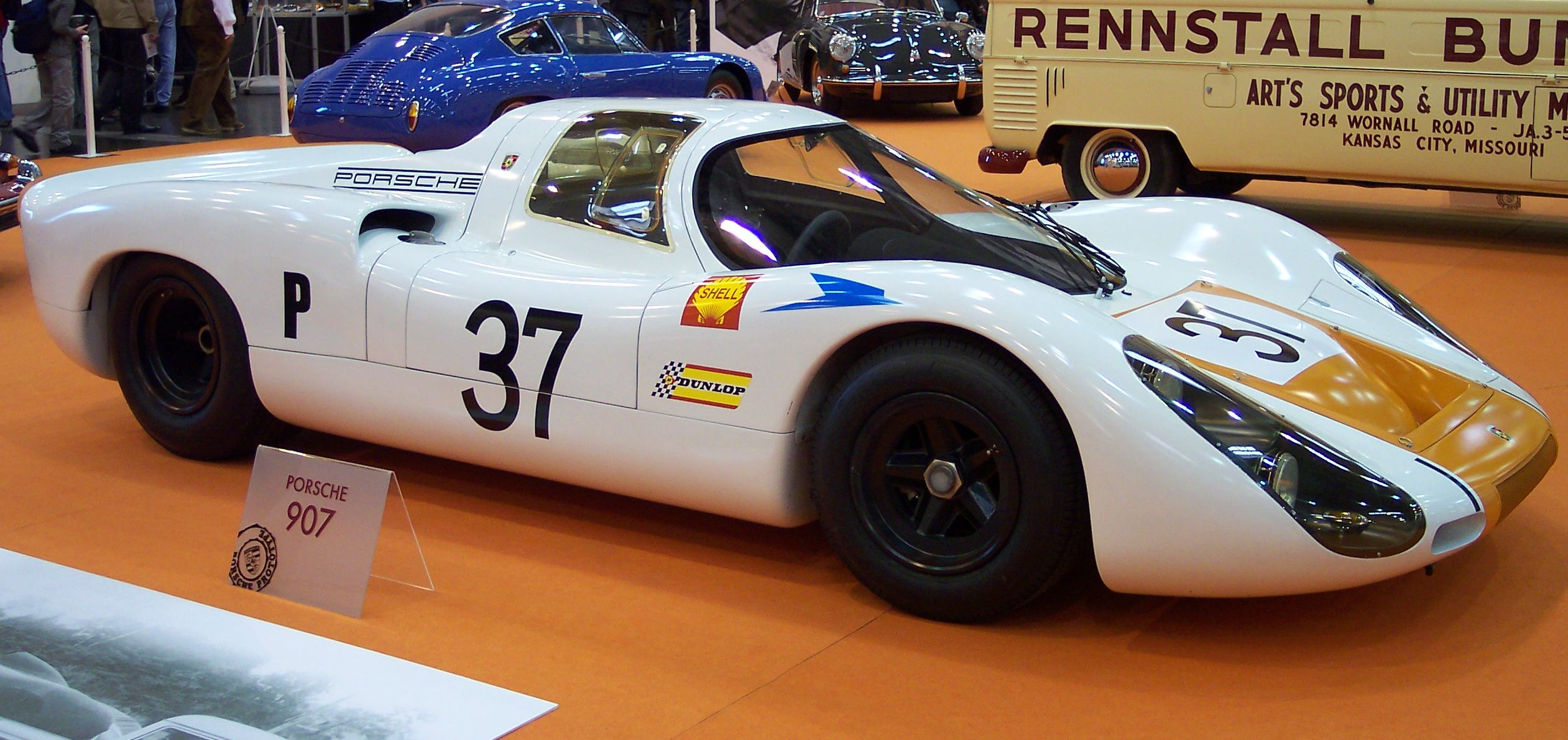
Porsche 907

De Porsche 907 is een raceauto die is ontworpen voor langeafstandsraces, zoals de 24 uur van Le Mans. De auto deed dienst in seizoen 1967 en 1968. De 907 is een doorontwikkelde versie van de 910. De 907 had, in tegenstelling tot eerdere race-Porsches, het stuur aan de rechterkant. Dit leverde een aantal voordelen op op circuits waar met de klok mee wordt gereden, zoals de gewichtsverdeling die dan meer op het binnenste wiel rust.
Er waren twee versies, de 907/6, ook wel Langheck (lange staart) genoemd, met zescilindermotor en een lange achterkant, en de 907/8 met achtcilindermotor en een normalere achterkant.

De 907/6 had een motor van 220 pk, woog 600 kg en haalde daarmee een topsnelheid van ongeveer 295 km/u. De 907/8 leverde 270 pk, woog hetzelfde en had een topsnelheid van ongeveer 325 km/u.
Het grootste succes van de 907/6 was een vijfde plaats op Le Mans, gereden door Jo Siffert en Hans Hermann. De eerste vier plaatsen werden bezet door Ford en Ferrari, die allebei met auto's met veel grotere motoren raceten.

De 907/8 was een succesvollere auto, met een 1-2-3-overwinning tijdens de 24 uursrace in Daytona, overwinning bij de 12 uur van Sebring en een ronderecord bij de Targa Florio, ondanks tijdverlies door een lekke band.
Na 1968 werden er nog 907's privé ingezet, met een podiumplaats op Monza 1969 en een 7e plaats op Le Mans 1971.